# Munditia
Santa Munditia es una mártir cristiana venerada por la Iglesia católica.

## Historia
Los restos mortales de la santa, extraídos de las catacumbas de Santa Ciriaca, en Roma, fueron entregados en 1675 al concejal y comerciante de Múnich Franz Benedikt Höger como regalo para la Iglesia de San Pedro ubicada en dicha ciudad, donde fueron depositados el 5 de septiembre de 1677. En 1804 el gobierno ilustrado, alegando intolerancia a la superstición a la vez que la visión de los huesos resultaba demasiado macabra, exigió que la reliquia de Santa Munditia fuese apartada del culto y cubierta enteramente con tablas de madera, si bien con motivo de la restauración del templo en 1883 las tablas serían retiradas para exponer los restos de la mártir de nuevo a los fieles. Posteriormente un vándalo rompió la urna en que se conserva la reliquia y robó todas las joyas que la adornaban, debiendo ser las mismas reemplazadas por réplicas.

## Descripción
La reliquia consiste en un esqueleto cubierto con una gasa translúcida y engalanado con ricas prendas y joyas, las cuales consisten en gemas verdes y rojas que cubren las costillas, los brazos, las piernas, las manos y los pies. Por su parte, la calavera posee ojos de cristal y se adorna a ambos lados con una toca rematada por una corona de laurel. En la mano derecha, coronado por un crismón, porta un vas sanguinis (recipiente en cuyo interior se custodia la sangre de la mártir), mientras que con la izquierda sostiene una palma, símbolo del martirio. A diferencia de muchos otros corposantos (restos mortales de mártires desconocidos enterrados en las catacumbas), el esqueleto de Santa Munditia no posee ninguna cobertura de cera u otro material y se exhibe reclinado y girado hacia el espectador al estilo de las estatuas yacentes de los antiguos emperadores romanos. 
Los restos se custodian en un altar lateral dedicado a San Liborio, en una urna acristada con motivos en plata obra de Franz Kessler en 1677, en cuyo frontal figura la leyenda «CORPUS SANCTA MUNDITIA MARTYRIS» («cuerpo de Santa Munditia mártir»). Sobre ella se ubica otra urna de menor tamaño en cuyo interior se conserva, sobre un cojín e igualmente cubierto de joyas, el cráneo de un mártir de nombre Erasmo (San Erasmo de Formia según algunas fuentes). A mayores, cerca de ambas reliquias se halla una imagen de Santa Walburga, patrona de los marineros al igual que San Erasmo.
Un elemento destacado del conjunto es la losa de mármol que sellaba el nicho de donde fue extraído el cuerpo y que actualmente sirve de reclinatorio para la reliquia. La inscripción presente en él reza:

DDM
MUNDICIE PROTOGE
NIE BENEMERENTI
QUAE VIXIT ANNOS
LX QUAE IBIT EN PACE
XV CAL D APC: p. 252 
DDM
MUNDITIA PROTOGE
NIA BIEN MERECIDA
QUE VIVIÓ 60
AÑOS QUE ENTRÓ EN LA PAZ
15  CAL D APC

El segundo nombre de Santa Munditia (Protogenia) podría significar que era la hija mayor puesto que «protogenia» significa «primogénita». A su vez, «15 CAL D» se traduce como «15 de las calendas de diciembre» (17 de noviembre), mientras que «APC» puede significar dos cosas distintas: por un lado, según la authenticae (certificado que avala la autenticidad de la reliquia), podría interpretarse como «ASCIA PLEXA CAPITA» («decapitada con un hacha»), si bien por otro lado podría traducirse como «ANDRONICO PROBO CONSULIBUS» («consulado de Andrónico y Probo»), lo que situaría el martirio en 310, ya que dicho año fue designado de esta forma por el Imperio romano. Al igual que el vas sanguinis, la lápida muestra un crismón al inicio y al final de la leyenda.

## Veneración
Patrona de las mujeres solteras, su festividad se celebra con una procesión con velas el 17 de noviembre. En su momento las reliquias de Santa Munditia fueron recibidas con júbilo, lo que a su vez revelaba el trasfondo de la época: guerras turcas, ataques por parte de Luis XIV de Francia, la guerra de los Treinta Años, etc. Una alabanza reza lo siguiente:

DIE HL. MUNDITIA WIRD VOM BAYERNLAND EMPFANGEN
Sei gegrüsst von deutscher Erden,
Sei gegrüsst vom Bayernland,
wo der Innstrom wäscht die Gärten,
gießet aus sein Schaum und Sand,
wo die Isar küsst die Wiesen
wie zu einem Liebespfand,
München zur Hauptstadt tut erkiesen,
so da weit und breit bekannt.

Da der Kriegsgott umherwütet
Mit sei´m Lärmen und Geschrei,
all´s mit Zittern nun erschüttet,
Acker, wiesen und Gebräu.
Deutschland er mit Blut anstreichet,
Pinsel nun wird ihm das Schwert.
Die schön Farb ihm ganz entweichet.
Weh, ach weh, der deutschen Herd.
SANTA MUNDITIA ES RECIBIDA POR BAVIERA

Saludos desde suelo alemán,
Saludos desde Baviera,
donde el arroyo Eno lava los jardines,
derrama su espuma y arena,
donde el Isar besa los prados
como una prenda de amor,
Múnich a la capital hace guijarros,
 
por lo que se conoce a lo largo y ancho.

Mientras el dios de la guerra se enfurece
Con su ruido y gritos,
todo está temblando ahora sacudido,
Campos, prados y cerveza.
Alemania pinta con sangre,
Ahora cepilla su espada.
El hermoso color se le escapa por completo.
Ay, ay, el hogar alemán.

Por su parte, Vahni Capildeo le dedicó un poema, Saint Munditia, perteneciente a su colección No Traveller Returns, donde describe a la mártir como «desenterrada de su sepulcro/un milenio y un tercero desde que la carne se le cayó/está de vuelta en la iglesia».: p. 163 